# Janesville (Iowa)
Janesville è un comune degli Stati Uniti d'America, situato nello Stato dell'Iowa, diviso tra la contea di Bremer e la contea di Black Hawk.